# (1039) Sonneberga
(1039) Sonneberga est un astéroïde de la ceinture principale découvert le 24 novembre 1924 par l'astronome allemand Max Wolf. Sa désignation provisoire était 1924 TL. Il tire son nom de l'observatoire de Sonneberg situé en Allemagne.